# Hermann Maassen
Hermann Maassen (* 12. Oktober 1915 in Köln; † 25. Februar 2008 in Bonn) war ein deutscher Jurist und von 1969 bis 1971 beamteter Staatssekretär im Bundesministerium der Justiz.

## Leben und Beruf
Maassen war promovierter Jurist und arbeitete zunächst im Bundesministerium der Justiz, wo er an den Strafrechtsnovellen der 1950er- und 1960er-Jahre beteiligt war. Er war in den 1950er-Jahren mit Eduard Dreher Mitbegründer des Erläuterungskommentars zum Strafgesetzbuch im Verlag C. H. Beck, der heute unter der Bezeichnung Lackner/Kühl – Strafgesetzbuch mit Erläuterungen (Herausgeber: Karl Lackner, Kristian Kühl) in der 26. Auflage (2007) erscheint. Nach dem Ende seiner Tätigkeit im öffentlichen Dienst arbeitete er als Rechtsanwalt.
Er trat mehrfach vor dem Bundesverfassungsgericht auf. So vertrat er die CDU/CSU-Bundestagsfraktion im Verfahren um Haushaltsüberschreitung 1973 (BVerfGE 45, 1 ff.). Im Verfahren um die Frage der Verfassungsmäßigkeit der Bundestagsauflösung 1983 vertrat er den Bundespräsidenten Karl Carstens (BVerfGE 62, 1 ff.). Während die von ihm in diesen Fällen vertretene Partei jeweils obsiegte, unterlag er als Prozessbevollmächtigter des Landes Rheinland-Pfalz im Verfahren um die Verfassungsmäßigkeit des Vierten Rentenversicherungsänderungsgesetzes, bei dem es um die Frage der Zustimmungsbedürftigkeit durch den Bundesrat ging (BVerfGE 37, 363 ff.).
1982 gehörte er mit Walther Fürst, Heino Kaack, Hans-Peter Schneider und Horst Vogel einer von Bundespräsident Karl Carstens eingesetzten Sachverständigenkommission an, die im Zusammenhang mit der Flick-Affäre Vorschläge für eine künftige Regelung der Parteienfinanzierung erarbeiten sollte. Der am 18. März 1983 vorgelegte Bericht ging in die im Dezember 1983 verabschiedete Neuregelung der Parteienfinanzierung ein.
Maassen beteiligte sich 1984 an der Gründung der Juristen-Vereinigung Lebensrecht, einer Organisation, die sich für ein schärferes Abtreibungsrecht einsetzt.
Maassen wurde 1934 Mitglied der katholischen Studentenverbindung KDStV Rheno-Franconia München im CV. Später wurde er noch Mitglied der KDStV Bavaria Bonn.

## Öffentliche Ämter
Von Juni 1969 bis November 1971 war Maassen beamteter Staatssekretär im Bundesministerium der Justiz.

## Veröffentlichungen
- mit Elmar Hucko: Thomas Dehler. Der erste Bundesminister der Justiz, Bundesanzeiger-Verlagsgesellschaft, Köln 1977

| Personendaten    | Personendaten                  |
| ---------------- | ------------------------------ |
| NAME             | Maassen, Hermann               |
| KURZBESCHREIBUNG | deutscher Jurist und Politiker |
| GEBURTSDATUM     | 12. Oktober 1915               |
| GEBURTSORT       | Köln                           |
| STERBEDATUM      | 25. Februar 2008               |
| STERBEORT        | Bonn                           |